# Evren Korkmaz
Evren Korkmaz (Venlo, 27 aprile 1997) è un calciatore olandese, difensore del Batman Petrolspor.

## Caratteristiche tecniche
È un difensore centrale.

## Carriera
Cresciuto nel settore giovanile del VVV-Venlo, ha esordito in prima squadra il 1º aprile 2016 disputando l'incontro di Eerste Divisie vinto 2-1 contro il Den Bosch.
Successivamente collezione 4 presenze in Eredivisie, equamente distribuite tra le stagioni 2017-2018 e in quella successiva.